# Kanton Cahors-3
 Cahors-3 is een kanton van het Franse departement Lot. Het kanton maakt deel uit van het arrondissement Cahors. In 2021 telde het 11.383 inwoners.

Het kanton werd gevormd ingevolge het decreet van 13 februari 2014 , met uitwerking op 22 maart 2015, met Cahors als hoofdplaats.

## Gemeenten
Het kanton omvat  volgende gemeenten :
- Cahors ( zuidelijk deel)
- Cieurac
- Flaujac-Poujols
- Labastide-Marnhac
- Le Montat
- Trespoux-Rassiels